# 隨機存取儲存程式機
在理論計算機科學中，隨機存取儲存程式機（英語：Random-access stored-program machine，縮寫為RASP）是一種抽象機器，屬於寄存器機，可使用於演算法開發與計算複雜性理論中。隨機存取儲存程式機類似於隨機存取機，這兩者都是一種圖靈機，等價於通用圖靈機。這兩者主要的區別是，隨機存取機是哈佛架構下的一個實例，而隨機存取儲存程式機則屬於冯·诺伊曼结构。